# ستوان بد: بندر نیواورلئان
ستوان بد: بندر نیواورلئان (به انگلیسی: The Bad Lieutenant: Port of Call New Orleans) فیلمی محصول سال ۲۰۰۹ به کارگردانی ورنر هرتسوک است. در این فیلم بازیگرانی همچون نیکلاس کیج، اوا مندس، جنیفر کولیج، وال کیلمر، براد دوریف، ایگزیبیت و فیروزه بالک ایفای نقش کرده‌اند.